# Alister Jack
Pour les articles homonymes, voir Jack.
Alister Jack, né le 7 juillet 1963 à Dumfries, est un homme politique britannique, membre du Parti conservateur et secrétaire d'État pour l'Écosse de 2019 à 2024.
De 2017 à 2024, il siège à la Chambre des communes du Royaume-Uni pour Dumfries and Galloway. Il entre à la chambre des Lords en mai 2025.

## Biographie

### Jeunesse et études
Élevé dans le Kirkcudbrightshire, Alister Jack est diplômé de l'université Heriot-Watt à Édimbourg. Il fait rapidement fortune en montant une entreprise de location de lieux de rangement.

### Engagement politique
Lors des élections générales de 1997, Jack se présente en tant que candidat du Parti conservateur dans la circonscription de Tweeddale, Ettrick and Lauderdale, mais arrive en troisième position, alors que Michael Moore, candidat des Libéraux-démocrates et futur secrétaire d'État pour l'Écosse, remporte le siège.
Après avoir fait son entrée au Parlement du Royaume-Uni à la suite des élections générales de 2017, Jack est nommé secrétaire parlementaire privé de Natalie Evans, occupant le poste de leader de la Chambre des lords, le 30 août 2018. Il devient whip assistant du gouvernement le 20 février 2019. Le 23 avril suivant, il devient lord commissaire du Trésor, fonction au sein du Bureau des whips du gouvernement.
Le 24 juillet 2019, Alister Jack est nommé secrétaire d'État pour l'Écosse par le Premier ministre Boris Johnson. Il remplace David Mundell, soutien du maintien lors du référendum sur l'appartenance du Royaume-Uni à l'Union européenne, alors que Jack soutient le retrait.
Il exerce une fonction de direction au sein de Atlantic Solway Holdings, une société d'investissement dans le secteur de la pêche sportive.
Il est fait pair à vie et entre à la chambre des Lords le 9 mai 2025.